# Henri Blaze de Bury
Ange Henri Blaze Bury bárója (Avignon, 1813. május 19. – Párizs, 1888. március 17.) francia diplomata, író, költő, drámaíró, zeneszerző, irodalom-, művészet- és  zenekritikus.

## Élete
Költőként először a Souper chez le commandeur című művével jelentkezett a Revue des deux Mondes-ban (1829). Saját nevén kívül ttHans Werner vagy F. de Lagenevaisés álnevek alatt is publikált.
Weimarban diplomataként teljesített szolgálatot 1839-ben. 1847-ben francia nyelvre fordította Goethe Faustját. A Bury házaspár ellenezte Charles-Louis Napoléon Bonaparte államcsínyét, ezért a száműzendő személyek listájára kerültek. 1851 és 1864 között Németországban éltek. Henri Blaze lefordította a Don Giovanni szövegkönyvét.
Lamartine 1848-ban Dániába és Németországba küldte diplomáciai megbizatással.

## Válogatott művei
- Rosemonde, légende

Souvenirs et récits des campagnes d'Autriche, 1854

- Écrivains et poètes de l'Allemagne
- Le Faust de Goethe
- Achim d'Arnim
- Musiciens contemporains
- Le Décaméron (egyfelvonásos verses vígjáték)
- Les Salons de Vienne et de Berlin
- Le Chevalier de Chasot, mémoires du temps de Frédéric le Grand
- Meyerbeer et son temps
- Les Écrivains modernes de l'Allemagne
- Les Maîtresses de Goethe
- La Légende de Versailles, 1682-1870
- Tableaux romantiques de littérature et d'art
- Musiciens du passé, du présent et de l'avenir
- Mes études et mes souvenirs, Alexandre Dumas sa vie, son temps, ses œuvres
- Dames de la Renaissance
- Jeanne d'Arc
- Goethe et Beethoven
- Namouna (balettzene)
- Mélodies classées ou transposées pour les différentes voix. Avec paroles françaises et allemandes ou italiennes